# Afrana johnstoni
Az Afrana johnstoni a kétéltűek (Amphibia) osztályába, a békák (Anura) rendjébe és a valódi békafélék (Ranidae) családjába tartozó faj.

## Előfordulása
A világon csak a Johnston-folyón és annak partvidékén fordul elő, ami Malawi délkeleti csücskében folyik. Sajnos veszélyeztetett a folyók lecsapolása miatt.